# Anomaloglossus praderioi
Anomaloglossus praderioi (La Marca, 1997) è un anfibio anuro, appartenente alla famiglia degli Aromobatidi.

## Etimologia
L'epiteto specifico è stato dato in onore di Attilio C. Praderio, padre di Maria José, una delle raccoglitrici dell'esemplare tipo.

## Distribuzione e habitat
Inizialmente considerata endemica del monte Roraima nello stato di Bolívar, Venezuela, dove si trova tra 1880 e 1950 m di altitudine, è stata segnalata anche nella vicina Guyana occidentale.